# Atractus trilineatus
Atracus trilineatus là một loài rắn trong họ Colubridae. Loài này được Wagler mô tả khoa học đầu tiên năm 1828.